# Уурайнен
Уурайнен (фин. Uurainen) — община в провинции Центральная Финляндия, Финляндия. Общая площадь территории — 372,26 км², из которых 24,22 км² — вода.

## Демография
На 31 января 2011 года в общине Уурайнен проживало 3449 человек: 1754 мужчины и 1695 женщин.
Финский язык является родным для 99,07% жителей, шведский — для 0,14%. Прочие языки являются родными для 0,78% жителей общины.
Возрастной состав населения:
- до 14  — 24,12%
- от 15 до 64 лет — 60,08%
- от 65 лет — 15,98%

Изменение численности населения по годам:
| Год  | Численность |
| ---- | ----------- |
| 1980 | 2739        |
| 1990 | 2961        |
| 2000 | 3125        |
| 2010 | 3455        |
| 2011 | 3449        |